# Marfilomys
Marfilomys aewoodi
Genre
Espèce
Marfilomys aewoodi, seul représentant du genre Marfilomys, est une espèce fossile de rongeurs datant de l'Éocène qui n'a été trouvée qu'au Mexique.